# Catovirus
„Catovirus“ (CatV) ist eine vorgeschlagene Gattung von Riesenviren im Phylum Nucleocytoviricota (früher Nucleocytoplasmic large DNA viruses, NCLDV) aus der Familie Mimiviridae, Unterfamilie Klosneuvirinae, mit der zuerst entdeckten Spezies, „Catovirus CTV1“.
„Catovirus CTV1“ wurde bei der Analyse von Metagenomproben aus Bodensedimenten von Ablagerungen in der Kläranlage in Klosterneuburg nahe bei Wien, Österreich, gefunden. Zusammen mit „Catovirus CTV1“ wurden dort von Schulz et al. 2017 drei weitere Viren identifiziert, „Hokovirus HKV1“, „Indivirus ILV1“ und „Klosneuvirus KNV1“; der letztere Gattungsname ist namensgebend für die Unterfamilie Klosneuvirinae,
zu der noch weitere spätere Zugänge gehören.
Am 24. April 2024 wurde die Entdeckung einer weiteren Spezies, „Catovirus naegleriensis“, bekanntgegeben. Das diese Spezies zugehörige Naegleriavirus (NiV) stammt ebenfalls aus der Kläranlage Klosterneuburg und parasitiert seinerseits  die parasitäre Amöbe Naegleria fowleri. Die Naegleriavirus-Partikel besitzen wie die des Wildtyps von ApMV (Acanthamoeba polyphaga mimivirus, Spezies Mimivirus bradfordmassiliense) ein Stargate und sind bedeckt von unzähligen Fibrillen, die ihnen ein haarigens Aussehen verleihen.

## Genom
CTV1 („Catovirus CTV1“) hat wie alle diese Riesenviren ein Genom aus einer doppelsträngigen DNA (dsDNA).
CTV1 hat ein großes Genom von 1.532.259 Basenpaaren (bp) und kodiert vorhergesagt 1.427 Proteine bei 1.176 Genfamilien. Dies ist das zweitgrößte Genom unter den genannten Klosneuviren nach „Klosneuvirus KNV1“ (1,57 Millionen Basenpaare, 1.272 Genfamilien). Der GC-Gehalt beträgt 26,4 %.
Das Genom von NiV („Catovirus naegleriensis“) hat 1,16 Millionen Basenpaare, es kodiert 59 mutmaßliche Proteine.

## Wirte
Die Metagenomanalyse der ribosomalen 18S-RNA (18S rRNA) zeigte, dass der oder die Wirte von CTV1 einfachen Cercozoa (zumindest) nahestehen.
Ein natürlicher Wirt von NiV ist Naegleria fowleri. Im Labor lassen sich die Viren aber auch mit der nicht-pathogenen Spezies Naegleria clarki kultivieren. Offenbar können alle Naeglerien als Wirte dienen.

## Replikationszyklus
Die Naeglerien nehmen die Viruspartikel von NiV als vermeintliche Nahrung auf. Diese übernehmen dann die Kontrolle und richten in der Amöbenzelle eine Virusfabrik ein. Die Viren verlassen die Wirtszelle durch Lyse.

## Systematik
Mit Stand 1. April 2024 ist die Gattung „Catovirus“ noch nicht vom International Committee on Taxonomy of Viruses (ICTV) bestätigt (Master Species List #38v3).
Das National Center for Biotechnology Information (NCBI) sieht die Gattung „Catovirus“ (mit der Spezies „Catovirus CTV1“) in der Familie Mimiviridae, nach Aylward et al. (2021) gehört sie zu deren Unterfamilie Klosneuvirinae (Klosneuviren).
Die Taxonomie des National Center for Biotechnology Information (NCBI) kennt neben „Catovirus CTV1“ noch die Spezies „Catovirus naegleriensis“ als „Catovirus sp. 'naegleriensis'“.
Phylogenien der Klosneuviren, die die Gattung „Catovirus“ bzw. die Spezies „Catovirus CTV1“ einschließen, finden sich beispielsweise bei Disa Bäckström et al. (2019), Fig. 3, bei Aylward et al. (2021), oder unter Klosneuvirinae §Systematik: Kladogramm.

## Anwendung
Wenn auch wenig Hoffnung besteht, dass eine Virotherapie (analog einer Phagentherapie) bereits durch das Pathogen Naegleria fowleri erkrankter Patienten möglich sein wird, so hofft man doch, Gewässer mit Hilfe des Virus von dem Erreger befreien zu können, ggf. das Virus auch prophylaktisch einsetzen zu können – allerdings ist dafür noch einiges an weiterer Forschung nötig. Die Naeglerien vermehren sich in den betroffenen Regionen in Gewässern ab 30 °C, was wegen der Klimakrise ein zunehmendes Problem darstellt.